# Lý Sư Cổ
Lý Sư Cổ (chữ Hán: 李師古, bính âm: Li Shigu, 778 - 19 tháng 7 năm 806) người gốc Cao Ly, là tiết độ sứ Bình Lư dưới triều nhà Đường trong lịch sử Trung Quốc. Ông kế nhiệm cha là Lý Nạp cai trị Bình Lư từ năm 792 và cai trị trấn này 14 năm (792 - 806). Kế nhiệm ông là người em trai Lý Sư Đạo.

## Thân thế
Lý Sư Cổ chào đời năm 778 dưới triều Đường Đại Tông (762 - 779). Ông là con trai trưởng của tiền tiết độ sứ Lý Nạp, không rõ mẹ ông là ai. Lý Sư Cổ còn có một người em khác mẹ là Lý Sư Đạo. Trong thời gian tại vị của Lý Nạp, Lý Sư Cổ được phong chức thứ sử Thanh châu, chức vụ mà Lý Nạp từng giữ khi phụ thân Lý Chánh Kỉ còn tại vị.

## Làm tiết độ sứ
Năm 792, Lý Nạp chết, quân đội ủng hộ Lý Sư Cổ làm Tiết độ lưu hậu. Triều đình nhà Đường đồng ý công nhận, phong cho ông làm Hữu Kim Ngô đại tướng quân, Bình Lư Thanh Truy Tề tiết độ doanh điền quan sát, Hải Vận Lục Vận áp Tân La Bột Hải lưỡng phiên sứ. Lúc bấy giờ Lý Sư Cổ mới có 15 tuổi, tướng sĩ nhiều người chưa phục. Biết được chuyện đó, tiết độ sứ Thành Đức là Vương Vũ Tuấn dự định tấn công Bình Lư, đưa quân đến đóng ở hai châu Đức, Lệ chuẩn bị đánh vào hai thành của Bình Lư là Cáp Đóa và Tam Xá (Hai thành này do Lý Nạp xây dựng, để chiếm nguồn lợi về muối biển và thông lộ với Ngụy Bác, dự định của Nạp là dùng nơi này tập hợp quân mã để lấy lại hai châu Đức, Lệ). Đáp lại, Lý Sư Cổ cử tướng Triệu Hạo đến vùng giáp ranh để lo việc phòng thủ. Vũ Tuấn sai con là Vương Sĩ Thanh dẫn quân ở Tích Hà, nhưng bỗng nhiên doanh trại của Sĩ Thanh bị hỏa hoạn nên quân lính không dám tiến lên nữa. Đường Đức Tông (779 - 805), được tin đó, sai trung sứ đến hòa giải, Vương Vũ Tuấn đồng ý lui binh. Theo lệnh của Nhà Vua, Lý Sư Cổ cho hủy thành Tam Xá.
Lý Sư Cổ bề ngoài tỏ ra cung phụng, nhưng bên trong luyện tập binh mã, tích trữ lương thực, chiêu tập những người chạy trốn từ triều đình, đồng thời tuyên truyền nói xấu triều đình trung ương trước mặt người dân. Mỗi khi gửi sứ giả đến trấn khác hoặc triều đình, ông đều cho bắt giữ gia tộc của họ, nếu họ báo những việc cơ mật trong trấn cho người ngoài thì sẽ lập tức giết cả gia tộc. Do vậy các tướng dưới quyền không ai dám có khác ý. Tháng 5 ÂL năm 794, được gia Kiểm giáo Lễ bộ thượng thư. Năm 796, gia Kiểm giáo thượng thư Hữu phó xạ. Cuối năm này mẫu thân Lý Sư Cổ qua đời, nên dời làm Tả Kim ngô thượng tướng quân. Năm 799, triều đình phong cho những người thiếp của ông lên hàng quốc phu nhân. Năm 800, Lý Sư Cổ cùng tiết độ sứ Hoài Nam Đỗ Hựu cùng được phong Đồng trung thư môn hạ bình chương sự.
Năm 805, Đức Tông qua đời, sứ giả triều đình được cử đến các trấn báo ai, nhưng sự một sự cố nào đó nên tin tức đến chậm. Tiết độ sứ Nghĩa Thành Lý Nguyên Tố không biết tìm đâu ra một tờ di chiếu, nên thông báo cho Sư Cổ. Lý Sư Cổ (chưa tin hoàng thượng băng hà) muốn nhân cơ hội này đánh Nghĩa Thành, mở rộng lãnh thổ, nên phao lên rằng Lý Nguyên Tố trù ếm thiên tử, tung tin thất thiệt là có ý tạo phản, nên dẫn binh đi đánh. Ông cho đánh trượng sứ giả của Nguyên Tố, dẫn binh xâm lược các châu huyện ở Nghĩa Thành. Tiết độ sứ Tuyên Vũ Hàn Hoành trách cứ Lý Sư Cổ và đem quân giúp Lý Nguyên Tố. Về sau Sư Cổ mới nhận được tin Đức Tông đã chết, Thuận Tông (805) lên ngôi, nên đành lui quân về trấn. Cuối năm này được phong chức Kiểm giáo tư đồ. Năm Nguyên Hòa đầu tiên thời Đường Hiến Tông (805 - 820) được phong làm Thị trung.
Lúc Lý Sư Cổ làm Tiết độ sứ thì em trai của ông là Lý Sư Đạo bị cử làm quan lại địa phương và liên tục bị đổi đất trấn nhậm, tiền bạc chi dùng của Sư Đạo cũng bị cắt xén. Sư Cổ giải thích rằng ông làm như vậy cốt là để cho Sư Đạo thấu hiểu đối với nỗi khổ của trăm họ. Vào đầu năm 806, Lý Sư Cổ bệnh nặng, thì Lý Sư Đạo đang giữ chức thứ sử Mật châu. Ông hỏi ý các tướng dưới quyền là Cao Mộc và Lý Công Độ về người sẽ kế nhiệm mình, nhưng họ không trả lời. Sư Cổ đoán biết hai người này ủng hộ Sư Đạo, tỏ ý không đồng tình và cho rằng Sư Đạo là kẻ thiếu năng lực, suốt ngày chỉ lo chơi tranh và đá cầu. Không lâu sau Lý Sư Cổ qua đời, hưởng thọ 29 tuổi. Lý Công Độ và Cao Mộc làm trái di huấn của ông, cho đón Sư Đạo về Vận châu lập làm tiết độ lưu hậu. Quả nhiên về sau họ Lý diệt vong trong tay Lý Sư Đạo.